# Меньшиково (Курская область)
Меньшиково — деревня в Хомутовском районе Курской области. Входит в состав Сковородневского сельсовета.

## География
Деревня находится на реке Измуд (приток Свапы), в 35 км от российско-украинской границы, в 92 км к западу от Курска, в 23 км к востоку от районного центра — посёлка городского типа Хомутовка, в 8 км от центра сельсовета — села Сковороднево.
Улицы
В деревне улицы: Заря, имени Чапаева, Литвинов, Садовая.
Климат
Меньшиково, как и весь район, расположено в поясе умеренно континентального климата с тёплым летом и относительно тёплой зимой (Dfb в классификации Кёппена).
Часовой пояс
Деревня Меньшиково, как и вся Курская область, находится в часовой зоне МСК (московское время). Смещение применяемого времени относительно UTC составляет +3:00.

## Население
| 2002 | 2010 | 2015 |
| ---- | ---- | ---- |
| 176  | ↘88  | ↗90  |

## Инфраструктура
Личное подсобное хозяйство. Школа. В деревне 162 дома.

## Транспорт
Меньшиково находится в 15 км от автодороги федерального значения А142 (Тросна — Калиновка), в 22 км от автодороги регионального значения 38К-040 (Хомутовка — Рыльск — Глушково — Тёткино — граница с Украиной), на автодороге 38К-003 (Дмитриев — Берёза — Меньшиково — Хомутовка), в 7 км от автодороги межмуниципального значения 38Н-024 (Богомолов — Капыстичи — граница Рыльского района), в 14 км от автодороги 38Н-708 (38К-40 — Поды — Петровское), в 18 км от ближайшего ж/д остановочного пункта 536 км (линия Навля — Льгов I). Остановка общественного транспорта.
В 186 км от аэропорта имени В. Г. Шухова (недалеко от Белгорода).

## Достопримечательности
- Церковь Рождества Пресвятой Богородицы (1852)[10]